# Konwencja o różnorodności biologicznej
Konwencja o różnorodności biologicznej (ang. Convention on Biological Diversity, w skrócie CBD) – umowa międzynarodowa sporządzona 5 czerwca 1992 roku na Szczycie Ziemi w Rio de Janeiro określająca zasady ochrony, pomnażania oraz korzystania z zasobów różnorodności biologicznej. Konwencja weszła w życie 29 grudnia 1993 roku 90 dni po zdeponowaniu 30 dokumentu ratyfikacji lub przystąpienia zgodnie z art. 36. Depozytariuszem jest Sekretarz Generalny ONZ (art. 41), językami autentycznymi: angielski, arabski, chiński, francuski, hiszpański i rosyjski (art. 42). Jej stronami 196 państw świata. Załączniki do Konwencji ustalają postępowanie pojednawcze i rozjemcze.
Z wyjątkiem sytuacji, w których realizowanie zobowiązań stanowiłoby poważną szkodę lub zagrożenie dla różnorodności biologicznej, postanowienia konwencji nie mają wpływu na prawa i zobowiązania stron konwencji, wynikające z jakiegokolwiek innego międzynarodowego porozumienia.
Konwencję uzupełnia Protokół o bezpieczeństwie biologicznym podpisany 29 stycznia 2000 w Montrealu oraz Protokół dotyczący dostępu do zasobów genetycznych oraz uczciwego i sprawiedliwego podziału korzyści wynikających z ich wykorzystania podpisany 29 października 2010 w Nagoya. 

## Cele
Zgodnie z artykułem 1. celem konwencji jest:

...ochrona różnorodności biologicznej, zrównoważone użytkowanie jej elementów oraz uczciwy i sprawiedliwy podział korzyści wynikających z wykorzystywania zasobów genetycznych, w tym przez odpowiedni dostęp do zasobów genetycznych i odpowiedni transfer właściwych technologii, z uwzględnieniem wszystkich praw do tych zasobów i technologii, a także odpowiednie finansowanie.

Każda ze stron konwencji zobowiązuje się opracować krajowe strategie, plany lub programy dotyczące ochrony, identyfikować i monitorować elementy różnorodności biologicznej, a także identyfikować procesy i kategorie działań, które mają lub mogą mieć znaczny negatywny wpływ na ochronę i zrównoważone użytkowanie różnorodności biologicznej oraz monitorować ich skutki.

## Historia
W listopadzie 1988 Program Środowiskowy Organizacji Narodów Zjednoczonych powołał grupę roboczą ekspertów, którym powierzono zbadanie potrzeby zawarcia międzynarodowej umowy w zakresie ochrony bioróżnorodności. W maju 1989 powołano grupę, która miała zająć się stroną techniczną i prawną takiego przedsięwzięcia. Od lutego 1991 grupa ta funkcjonowała pod nazwą Intergovernmental Negotiating Committee. Efekty jej pracy zostały przedstawione na konferencji w Nairobi 22 maja 1992. Od 5 czerwca 1992 umowa jest otwarta do przystąpienia przez państwa i regionalne organizacje integracji gospodarczej.

## Ratyfikacja konwencji
Państwa ratyfikujące konwencję zobowiązują się do dokonania własnych ocen różnorodności biologicznej oraz do opracowania i wdrożenia strategii jej ochrony. Polska ratyfikowała konwencję 13 grudnia 1995 . W Polsce konwencja weszła w życie 19 grudnia 1996. Za merytoryczną realizację zobowiązań Polski wynikających z konwencji odpowiada Ministerstwo Środowiska.

## Struktura organizacyjna
Konferencja stron jest najważniejszym organem konwencji. Do jej zadań należy m.in. dokonywanie przeglądu wykonywania konwencji. Organizowaniem oraz obsługą Konferencji stron, przygotowywaniem sprawozdań oraz współdziałaniem z innymi odpowiednimi organami międzynarodowymi, w tym z właściwymi organami Narodów Zjednoczonych, zajmuje się Sekretariat, który znajduje się w Montrealu. W zakresie doradztwa naukowego, technicznego i technologicznego powołano organ pomocniczy.